# Jennifer Blanc
Jennifer Blanc (New York, 21 april 1974), geboren als Jennifer Tara Blanc, is een Amerikaanse actrice, filmproducente, filmregisseuse en scenarioschrijfster. 

## Biografie
Blanc is alleen opgevoed door haar moeder, later is haar moeder getrouwd. Haar basisschool heeft ze doorlopen op het Professional Children's School in New York. Op dertienjarige leeftijd stond Blanc al op Broadway met het stuk Brighton Beach Memoirs dat geschreven is door Neil Simon.
Blanc begon in 1984 met acteren in televisieseries en televisiefilms in de film Old Enough, hierna heeft ze nog meerdere rollen gespeeld zoals The Mommies (1993-1994), Party of Five (1994-1995) en Dark Angel (2000-2001).
Blanc heeft sinds 2009 een relatie met Michael Biehn.
Blanc is samen met haar moeder eigenaar van het bedrijf Canyon Car Service. Hiervoor had Blanc een kledingwinkel onder de naam Blanc’s Clothing Store in Hollywood.
Blanc lijdt aan een psychische ziekte genaamd Obsessieve-compulsieve stoornis.

## Filmografie

### Films
Selectie:
- 2014 Everly - als Dena
- 2012 Bad Ass - als Frances
- 2011 The Divide – als Liz
- 1997 Saving Grace – als geëvacueerde inwoonster
- 1995 Balto – als stem
- 1995 The Brady Bunch Movie – als meisje uit de buurt
- 1994 The Crow – als stem

### Televisieseries
Uitgezonderd eenmalige gastrollen.
- 2000 – 2001 Dark Angel – als Kendra Maibaum – 13 afl.
- 1994 – 1995 Party of Five – als Kate Bishop – 8 afl.
- 1993 – 1994 The Mommies – als Tiffany – 13 afl.
- 1990 Hull High– als eerlijk meisje – 6 afl.

### Filmproducente
- 2020 Killer Weekend - film
- 2017 Fetish Factory - film
- 2017 Altered Perception - film
- 2016 The Lincoln - film
- 2016 The Night Visitor 2: Heather's Story - film
- 2016 She Rises - film
- 2016 Deadly Signal - film
- 2016 The Girl - film
- 2014 Hidden in the Woods - film
- 2014 Mindless - film
- 2013 The Night Visitor - film
- 2013 Scared Stiff - film
- 2013 Treachery - film
- 2012 Among Friends - film
- 2011 Jacob - film
- 2011 The Making of 'The Victim' – documentaire
- 2011 The Victim – film

### Filmregisseuse
- 2016 The Girl - film
- 2013 The Night Visitor - film

### Scenarioschrijfster
- 2017 Altered Perception - film
- 2016 The Night Visitor 2: Heather's Story - film